# Komenda Wojewódzka Policji w Kielcach
Komenda Wojewódzka Policji w Kielcach – jednostka organizacyjna Policji obejmująca swoim zasięgiem terytorium województwa świętokrzyskiego, podlegająca bezpośrednio Komendzie Głównej Policji, znajdująca się przy ul. Seminaryjskiej 12 w Kielcach. Od 27 listopada 2024 roku funkcję Komendanta Wojewódzkiego pełni insp. Zbigniew Nowak.

## Struktura organizacyjna Komendy
Według danych ze strony WWW instytucji:

### Komórki podległe Komendantowi Wojewódzkiemu
- Wydział Kontroli
- Wydział Finansów
- Wydział Kadr i Szkolenia
- Wydział Bezpieczeństwa Informacji
- Wydział Komunikacji Społecznej i Prezydialny
- Zespół Prawny
- Jednoosobowe stanowisko ds. Audytu Wewnętrznego
- Zespół ds. Ochrony Praw Człowieka
- Sekcja Psychologów
- Zespół Prasowy
- Jednoosobowe stanowisko ds. funduszy pomocowych

### Komórki podległe I Zastępcy Komendanta Wojewódzkiego
- Wydział Prewencji
- Sztab Policji
- Wydział Ruchu Drogowego
- Wydział Konwojowy
- Wydział Postępowań Administracyjnych
- Samodzielny Pododdział Kontrterrorystyczny
- Oddział Prewencji Policji w Kielcach

### Komórki podległe Zastępcy Komendanta Wojewódzkiego
- Wydział Kryminalny
- Wydział Dochodzeniowo-Śledczy
- Wydział dw. z Przestępczością Gospodarczą
- Laboratorium Kryminalistyczne
- Wydział Wywiadu Kryminalnego
- Wydział dw. z Korupcją
- Wydział dw. z Przestępczością Narkotykową
- Wydział Poszukiwań i Identyfikacji Osób

- Wydział Zaopatrzenia i Inwestycji
- Wydział Transportu
- Wydział Łączności i Informatyki
- Sekcja Zamówień Publicznych
- Zespół Ochrony Pracy

## Jednostki podległe
Według danych ze strony WWW instytucji:
- Komenda Miejska Policji w Kielcach
- Komenda Powiatowa Policji w Busku-Zdroju
- Komenda Powiatowa Policji w Jędrzejowie
- Komenda Powiatowa Policji w Kazimierzy Wielkiej
- Komenda Powiatowa Policji w Końskich
- Komenda Powiatowa Policji w Opatowie
- Komenda Powiatowa Policji w Ostrowcu Świętokrzyskim
- Komenda Powiatowa Policji w Pińczowie
- Komenda Powiatowa Policji w Sandomierzu
- Komenda Powiatowa Policji w Skarżysku-Kamiennej
- Komenda Powiatowa Policji w Starachowicach
- Komenda Powiatowa Policji w Staszowie
- Komenda Powiatowa Policji we Włoszczowie